# Zaglyptogastra cristatula
Zaglyptogastra cristatula är en stekelart som först beskrevs av Szepligeti 1905.  Zaglyptogastra cristatula ingår i släktet Zaglyptogastra och familjen bracksteklar. Inga underarter finns listade i Catalogue of Life.